# XIXe siècle en droit
Le XIXe siècle (19e siècle) a commencé le 1er janvier 1801 et s'est achevé le 31 décembre 1900.

## Calendrier

### Liste des années duXIXesiècle
1801 en droit • 1802 en droit • 1803 en droit • 1804 en droit • 1805 en droit
1806 en droit • 1807 en droit • 1808 en droit • 1809 en droit • 1810 en droit

1811 en droit • 1812 en droit • 1813 en droit • 1814 en droit • 1815 en droit
1816 en droit • 1817 en droit • 1818 en droit • 1819 en droit • 1820 en droit

1821 en droit • 1822 en droit • 1823 en droit • 1824 en droit • 1825 en droit
1826 en droit • 1827 en droit • 1828 en droit • 1829 en droit • 1830 en droit

1831 en droit • 1832 en droit • 1833 en droit • 1834 en droit • 1835 en droit
1836 en droit • 1837 en droit • 1838 en droit • 1839 en droit • 1840 en droit

1841 en droit • 1842 en droit • 1843 en droit • 1844 en droit • 1845 en droit
1846 en droit • 1847 en droit • 1848 en droit • 1849 en droit • 1850 en droit

1851 en droit • 1852 en droit • 1853 en droit • 1854 en droit • 1855 en droit
1856 en droit • 1857 en droit • 1858 en droit • 1859 en droit • 1860 en droit

1861 en droit • 1862 en droit • 1863 en droit • 1864 en droit • 1865 en droit
1866 en droit • 1867 en droit • 1868 en droit • 1869 en droit • 1870 en droit

1871 en droit • 1872 en droit • 1873 en droit • 1874 en droit • 1875 en droit
1876 en droit • 1877 en droit • 1878 en droit • 1879 en droit • 1880 en droit

1881 en droit • 1882 en droit • 1883 en droit • 1884 en droit • 1885 en droit
1886 en droit • 1887 en droit • 1888 en droit • 1889 en droit • 1890 en droit

1891 en droit • 1892 en droit • 1893 en droit • 1894 en droit • 1895 en droit
1896 en droit • 1897 en droit • 1898 en droit • 1899 en droit • 1900 en droit